# Micro-Vett
Micro-Vett était une société italienne spécialisée dans la production de voitures électriques.

## Histoire

### Début
Micro-Vett a été fondée en 1986 à Voltana di Lugo (RA) par trois partenaires y compris M. Galli et M. Giacomoni. La société développe et construit à partir de zéro la Lady, un véhicule électrique à quatre roues semblable aux actuelles voiturettes sans permis.
À partir de 1989 Coop. Car, une coopérative d’Imola acquiert progressivement les actions des précédents partenaires en devenant principal actionnaire de Micro-Vett et en transfèrent le siège social à Imola. Pendant ce temps, l'entreprise connaît des difficultés de gestion liées à la construction du châssis et décide de se concentrer sur la partie électrification. À cette fin, elle commence un partenariat avec Bedford pour l’électrification du Rascal, une petite fourgonnette pour le transport de marchandises et de personnes, qui est produite en plusieurs dizaines d’unités. En 1991 après la faillite de la société mère Coop. Car, même Micro-Vett est déclarée en faillite et après une brève période d’inactivité, elle est rachetée par M. Gaetano Di Gioia, déjà auteur de son acquisition par la Coop. Car.

### Porter Électrique

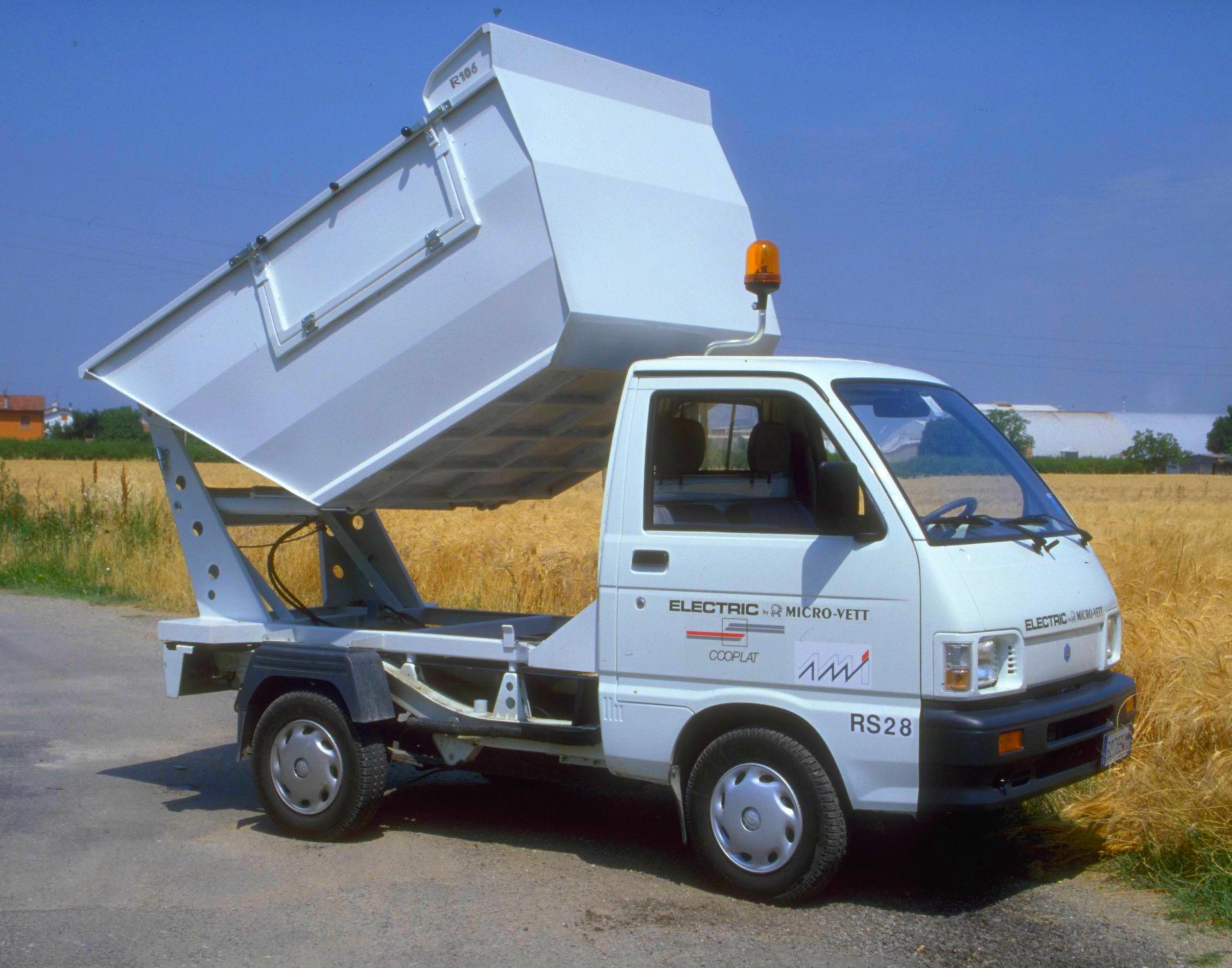
Le Porter électrique Micro-Vett

La société d’Imola continue la production du Rascal, mais, compte tenu du manque d’intérêt du constructeur du véhicule base, s’adresse à Piaggio avec lequel, à partir de 1994, elle lance une collaboration pour l’électrification du Porter.
Ce véhicule, grâce à des subventions à l’achat, rencontre un grand succès sur le marché italien et il est produit de 1994 à 2003 environ 5 000 exemplaires. Les batteries au plomb fournissent une autonomie de 60 km et une vitesse maximale de 65 km/h. Les véhicules sont livrés par Piaggio sans moteur à combustion interne à Micro-Vett et ici ils sont convertis en électrique. La vente du véhicule complet se fait dans presque tous les cas directement par Piaggio.
Micro-Vett participe dans cette période à nombreuses manifestations sportives pour les véhicules électriques, y compris les 24 heures de Turin et le Rallye de Monte-Carlo pour les Énergies Nouvelles, remportant résultats prestigieux.

### Batteries Zebra et les nouveaux Véhicules
Depuis la fin des années 1990, dès qu'est devenue disponible la technologie de batteries Zebra qui peuvent fournir une densité d’énergie environ quatre fois celle des batteries au plomb, la société a commencé à produire différents prototypes y compris un Eurocargo en partenariat avec Iveco et plusieurs unités du Porter en version haute autonomie.
À partir de 2001 la gamme Micro-Vett est agrandie par l’introduction du Daily électrique et du quadricycle Ydea produit par Casalini. Cependant le coût élevé des batteries Zebra limite sévèrement la pénétration au marché qui est encore dominée, pour ce qui concerne les ventes Micro-Vett, par le Porter.
Un autre véhicule qui occupe une place prépondérante dans la production de Micro-Vett est le Daily en version hybride bimodal, produit à partir de 2004. Avec l’insertion d’un moteur électrique sur l’arbre de transmission, le véhicule peut être conduit par le moteur diesel ou par le moteur électrique, en assurant une flexibilité unique d’utilisation. La recharge des batteries peut être faite soit par le réseau électrique soit pendant que le véhicule marche avec le diesel. Le projet est présenté à Iveco qui, cependant, n’est pas interessé. Micro-Vett alors vend  directement les véhicules; dès 2004 à 2011 environ 600 unités sont produites.

### Batteries au Lithium et la Gamme FIAT
L’apparition des premières batteries au lithium pour utilisation automotive fabriquées en Chine à faible coût dès 2005, pousse la société à tester cette technologie en réalisant peut-être les premiers prototypes européens d’automobiles équipées avec batteries au lithium.
La société commence alors la production du FIAT Doblò en version électrique. Aussi ce véhicule est vendu directement par Micro-Vett aux clients finals, parce que la transformation n’est pas explicitement supportée par FIAT. Les nouvelles batteries au lithium garantissent une autonomie jusqu'à 150 km, mais ont quelques problèmes de sécurité, en poussant Micro-Vett à tester des différents fournisseurs, pour se concentrer sur deux producteurs coréens. En 2009 Micro-Vett commence la production du Fiorino et du Qubo qui rencontrent un bon succès soit en Italie soit surtout en Europe ; en effet, dès 2007, la société crée un réseau de distributeurs européens et extra-européens. Les principaux marchés sont la France, l’Allemagne, la Norvège, les Pays-Bas et l’Espagne, mais les véhicules sont également vendus en Russie, à Hong Kong, en Finlande et dans les Pays baltes.

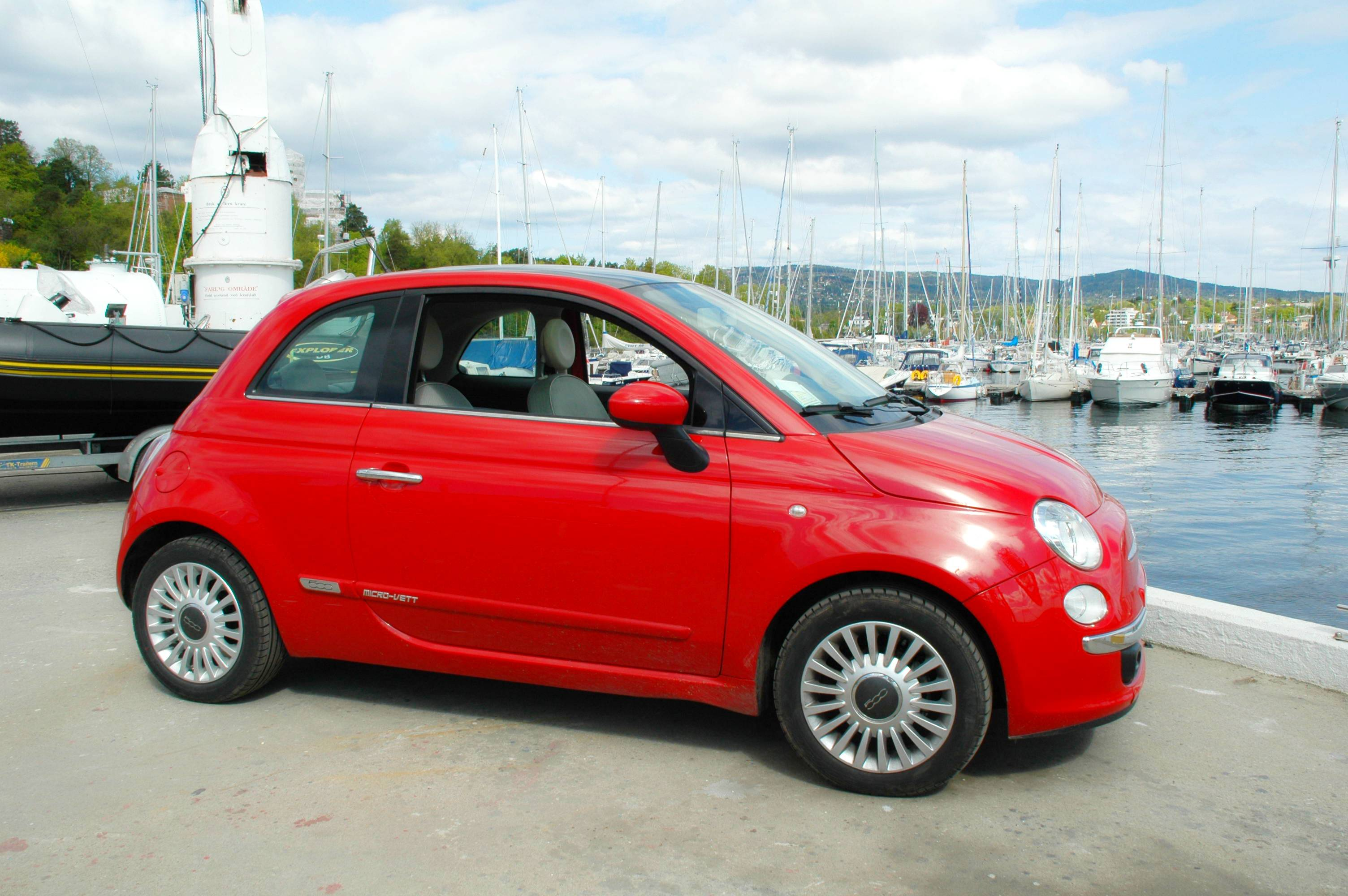
La 500 électrique Micro-Vett

Également en 2009 la société d’Imola produit l’e500, version électrique de la nouvelle Fiat 500 qui est présentée au Salon de Londres par le distributeur anglais Nice Car.
Plus tard Micro-Vett réalise également le Ducato électrique, dans toutes ses versions et variantes. La configuration des batteries peut être dimensionnée en fonction des exigences du client. Pour ce véhicule Micro-Vett demarre un partenariat avec la société française Gruau, qui installe sur les véhicules les kits d’électrification fournis par Micro-Vett.
Interrompu déjà en 2006 la collaboration avec Piaggio, qui propose une version du  Porter électrique réalisée en autonomie, Micro-Vett déclenche une recherche d’une base véhicule similaire. Après une collaboration avec Uz-Daewoo, siège ouzbek de Daewoo, qui ne demarre pas, et d’autres collaborations avec des entreprises chinoises ou des importateurs italiens, enfin Micro-Vett commence un partenariat avec la société VEM qui conduit à la naissance de l’EdyOne en 2011.

### Prototypes et Projets
Pendant sa histoire, Micro-Vett produit plusieurs prototypes électriques, y compris le bus Albatros en collaboration avec la société de transport de Rimini, un Ducato avec le moteur à combustion original qui actionne l’axe avant et un moteur électrique  pour l’axe arrière en collaboration avec Al-Ko, une motocyclette à trois roues, un corbillard hybride bimodal, une excavatrice tout-électrique en collaboration avec Venieri, un bateau hybride bimodal pour le transport de 70 personnes, etc.
Micro-Vett développe aussi les premiers protocoles CHAdeMO pour la recharge rapide de ses véhicules à 50 kW ; la société participe également à des nombreux projets italiens et européens, y compris l’initiative Green eMotion sous le 7e programme-cadre UE.

### Clients
Au début 2011, lorsque l’entreprise réalise un chiffre d’affaires d’environ 17 millions d’euros et emploie 50 personnes, la gamme de véhicules comprend EdyOne, e500, Fiorino, Doblò, Ducato et Daily Bimodal.
Principaux clients sont des organismes gouvernementaux et des sociétés de livraison, y compris Trambus, la municipalité de Reggio d'Émilie, la Poste Italienne, la Mairie de Turin, la Mairie de Milan, l’hôpital San Martino à Gênes, le Parc national des Cinque Terre, VeLoCe Vicence, BRT, DHL, Acciona Madrid, Disneyland Paris, La Poste, la Mairie de Cannes, la Mairie de Monaco, la Mairie de Moscou, RWE, ESB Irlande, etc.

### Crise
Dès la deuxième moitié du 2011, tant pour la contraction du marché des véhicules électriques causée par la crise, que pour les dettes accumulées en raison de non-paiements de la part de plusieurs entités publiques italiennes, aussi bien pour des problèmes techniques liés principalement à des composants défectueux, Micro-Vett va en crise et en février 2013 apporte ses livres à la Cour, qui en déclare la faillite.

### Relance
Après quelques enchères sans offres, la société a été reprise en avril 2014 par la famille Bocchi qui l'a installée à Altavilla Vicentina,. La nouvelle société est dirigée par Claudio Cicero, déjà engagé dans l’ancienne Micro-Vett et vainqueur de la Coupe des Energies Alternatives de la FIA en 2010 avec une Micro-Vett e500.
La société, malgré une équipe plus limitée que pendant la période d’Imola, se concentre sur la création de prototypes complètement électriques sur base FIAT : Panda, Fiorino et Doblò. La particularité technique de ces véhicules est l'application d'une idée innovante, qui sera ensuite brevetée, visant à maintenir tous les services auxiliaires activés par la courroie du moteur à combustion interne, garantissant des coûts plus bas et une plus grande fiabilité. La FIAT s'intéresse beaucoup à ces prototypes et des contacts sont donc pris avec des entreprises piémontaises afin d'étudier l'industrialisation des prototypes.

### Fin
Cependant, aucun accord n'est trouvé et les activités sont progressivement ralenties et enfin arrêtées. Vers la fin du 2016, tout le personnel quitte Micro-Vett. À partir de 2019, le site Web n'est plus actif.